# سامية عسيران
سامية عسيران جنبلاط، (1944 - )، شاعرة لبنانية و فنانة تشكيلية.

## سيرتها
ولدت في مدينة صيدا وهي ابنة عادل عسيران وذلك في العام 1944 ميلادي 

تابعت دراستها في صيدا ومن ثم نالت شهادة البكالوريوس في الفنون الجميلة من كلية بيروت الجامعية في بيروت عام 1965. ثم نالت شهادة الماجستير في الفنون الجميلة من معهد بيوس الثاني في مدينة فلورنس- إيطاليا عام 1967.

## عملها
عملت كأستاذة للفنون الجميلة في كلية بيروت الجامعية من عام 1970 وحتى 1972.
.
ترأست «جمعية ارتيزانا صيدا وجنوب لبنان» التي تهتم بتعليم الفتيات التطريز والأشغال اليدوية. وقد أسست مشغلا لهذه الغاية.

## الفن التشكيلي
بدأت حياتها الفنية منذ العام 1966 ميلادي. وقد شاركت في العديد من المعارض الفنية في لبنان وإيطاليا واليابان. ويأخذ البعض عليها أنها لجأت في أعمالها الأخيرة إلى التبسيط في التصميم وفي التنفيذ و«تركت يدها تخط حركات ليست من الأفضل لديها»
كما وأصدرت كتبا شعرية مزجت فيها بين الشعر واللوحات الرسمية.

## الكتب
لها عدد من الإصدارات الشعرية والفنية ومنها:
1. في ظلال الحرب والسلم (شعر مع لوحات مرسومة)
2. لوحات ورسومات
3. من طقوس النور والظلام (شعر مع رسم)